# Grania tasmaniae
Grania tasmaniae är en ringmaskart som beskrevs av Rota och Erséus 2000. Grania tasmaniae ingår i släktet Grania och familjen småringmaskar. Inga underarter finns listade i Catalogue of Life.